# Philippi (Wirginia Zachodnia)
Philippi – miasto w Stanach Zjednoczonych, w stanie Wirginia Zachodnia, siedziba administracyjna hrabstwa Barbour.

## Współpraca
Miejscowość partnerska:
- Sion, Szwajcaria